# Косеуцький монастир
Косеуцький монастир (рум. Mănăstirea Cosăuți)  — монастир на півночі Молдови, розташований неподалік села Косеуць в Сороцькому районі. Був заснований в 1793 році як скит на садибу єпископства Хуш. Монастир адміністративно підпорядковувався монастирю Келеушеука. В 1812 році скит отримує статус монастиря, проте через 9 років існування був закритий. В 1994 році архімандрит Ієронім отримує нове місце для монастиря і через чотири роки було побудовано церкву з косеуцького каменя з храмом Покрови Пресвятої Богородиці.

## Галерея

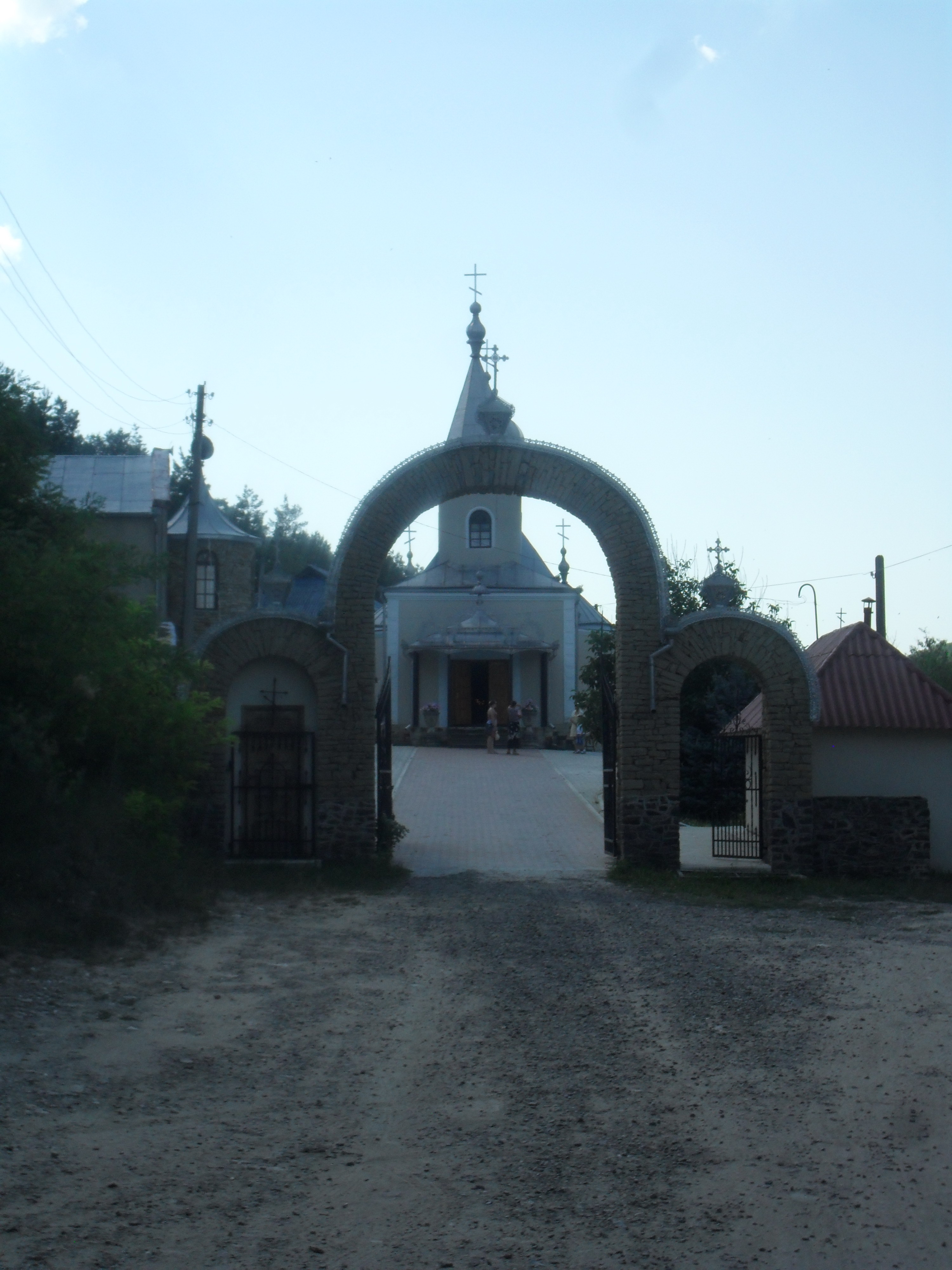
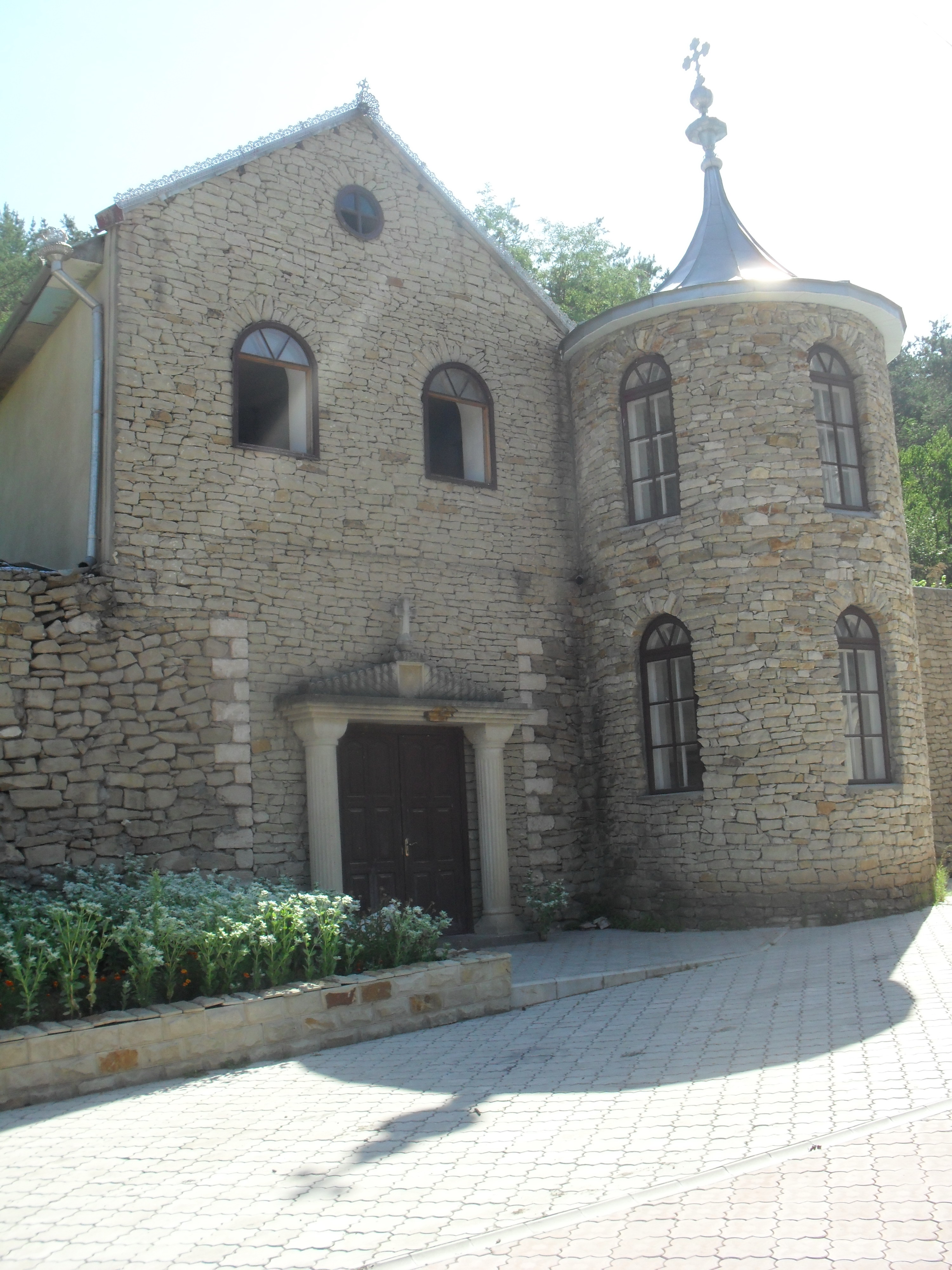
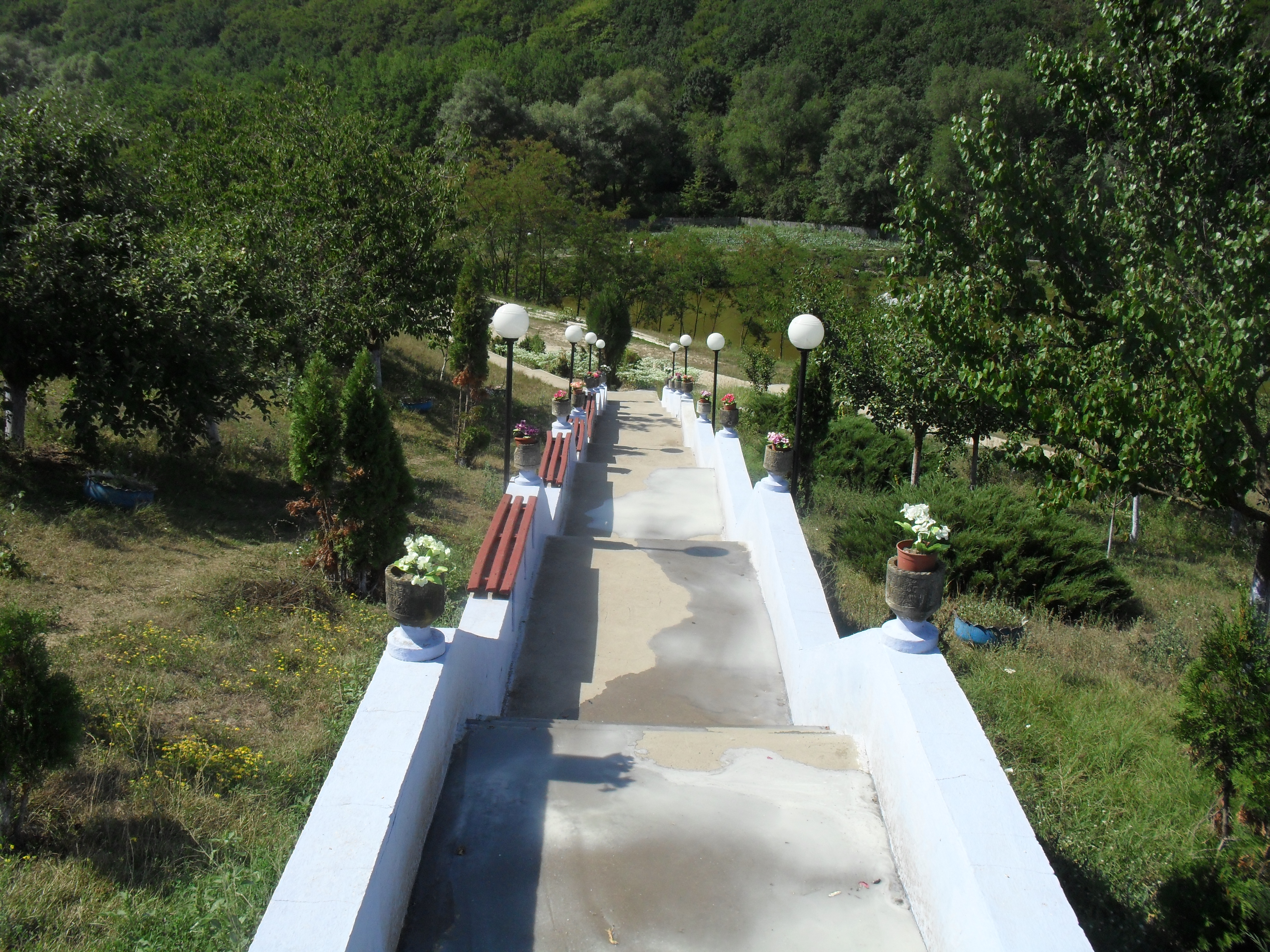
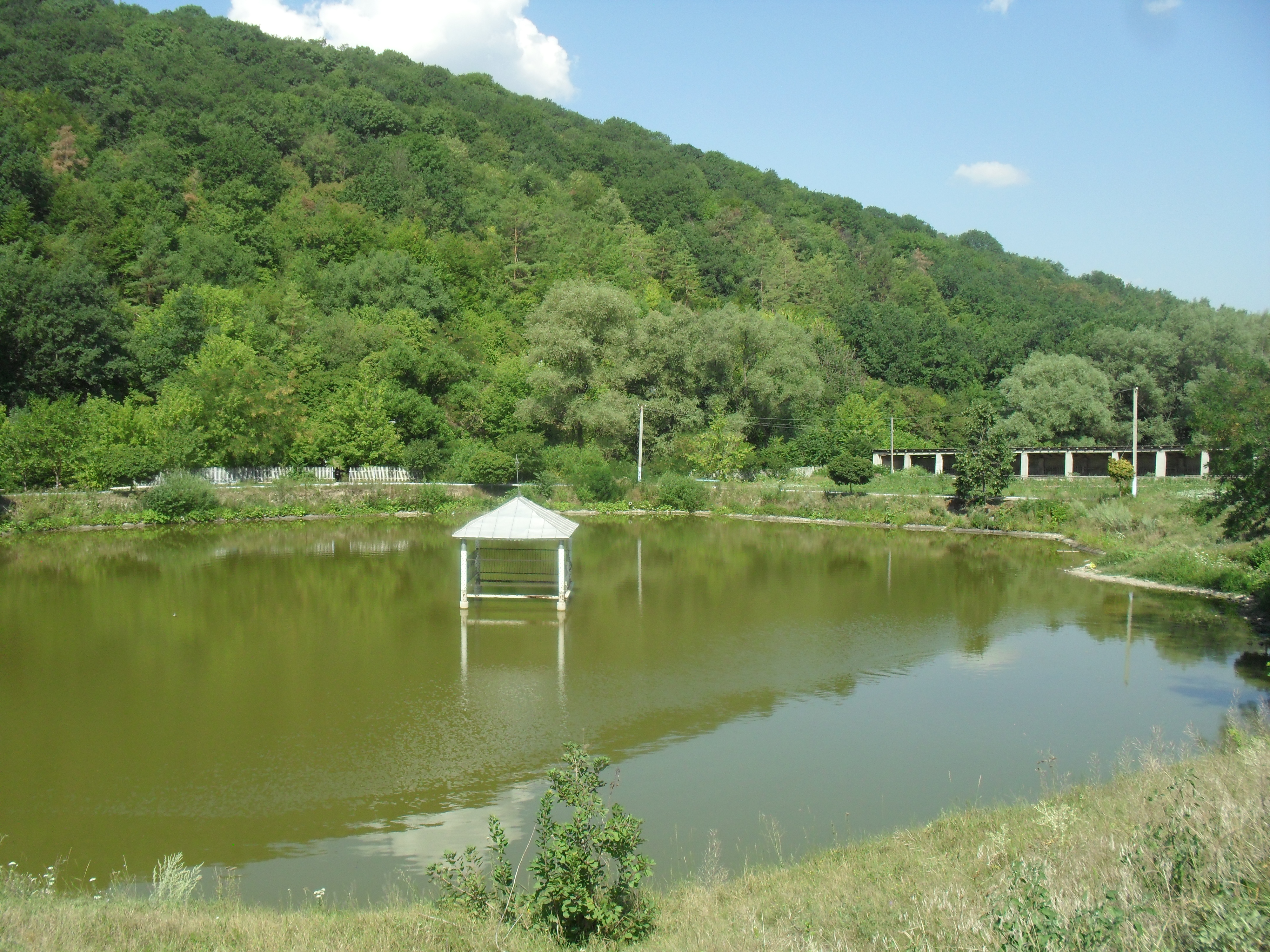
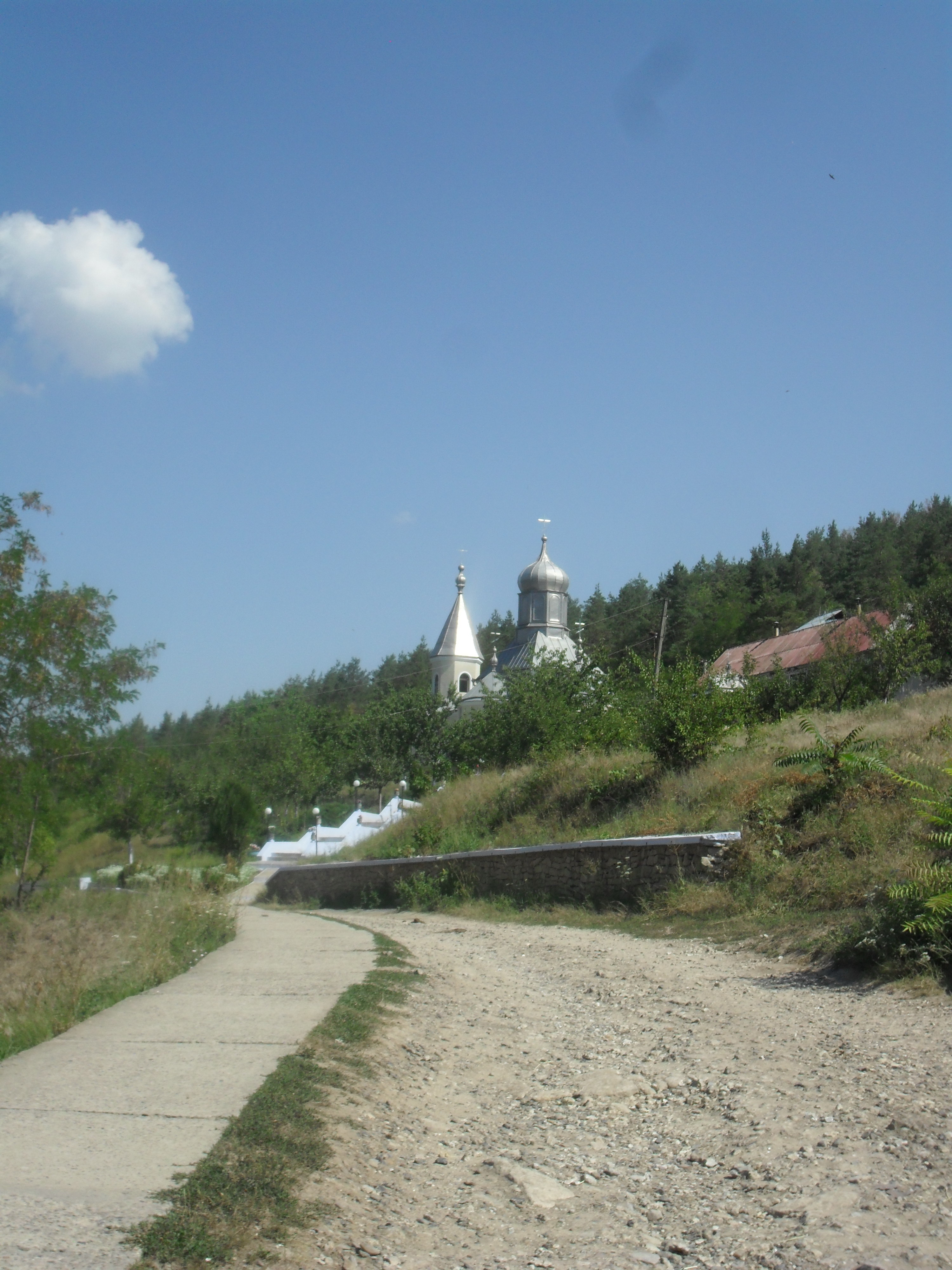
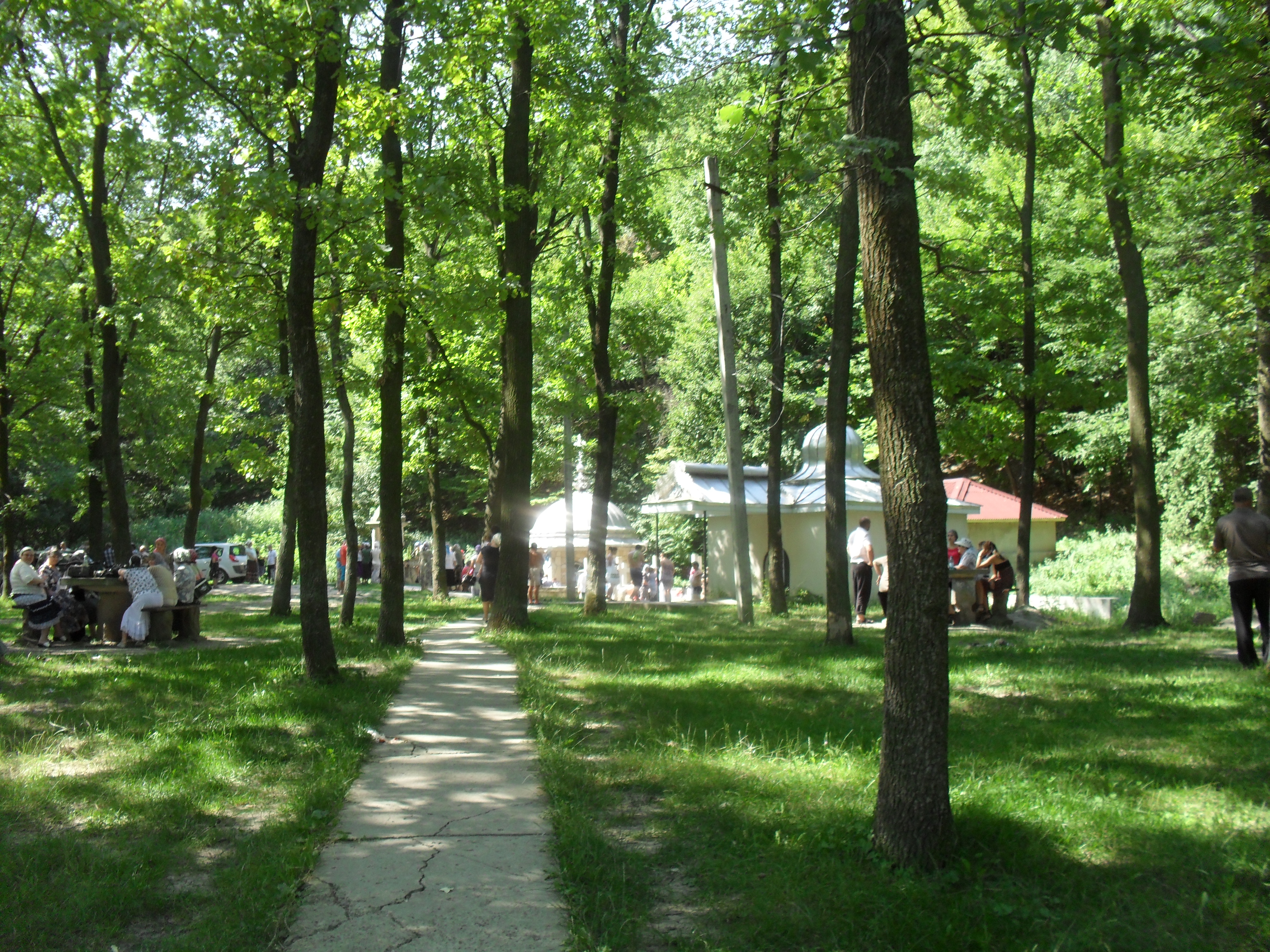
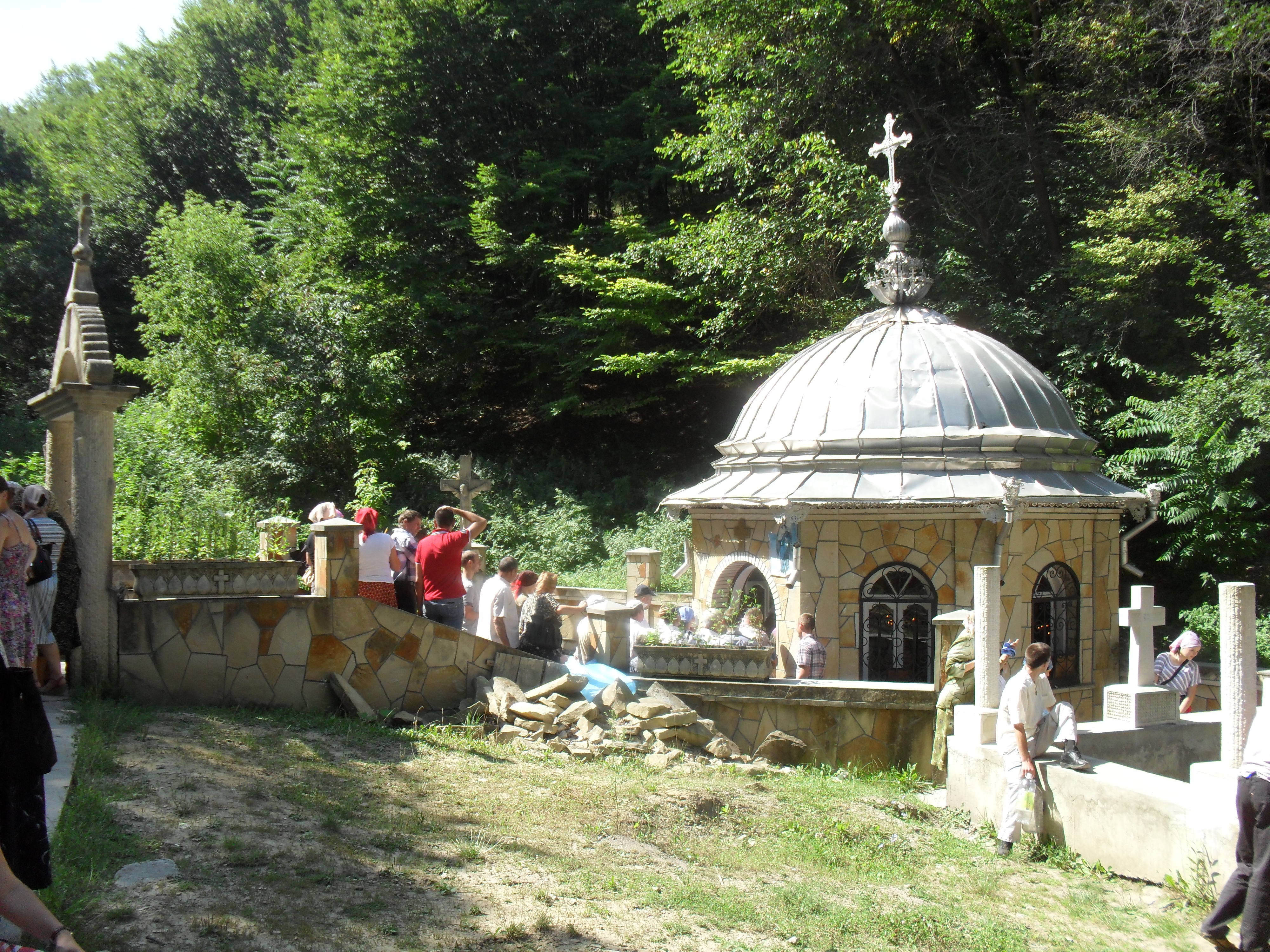
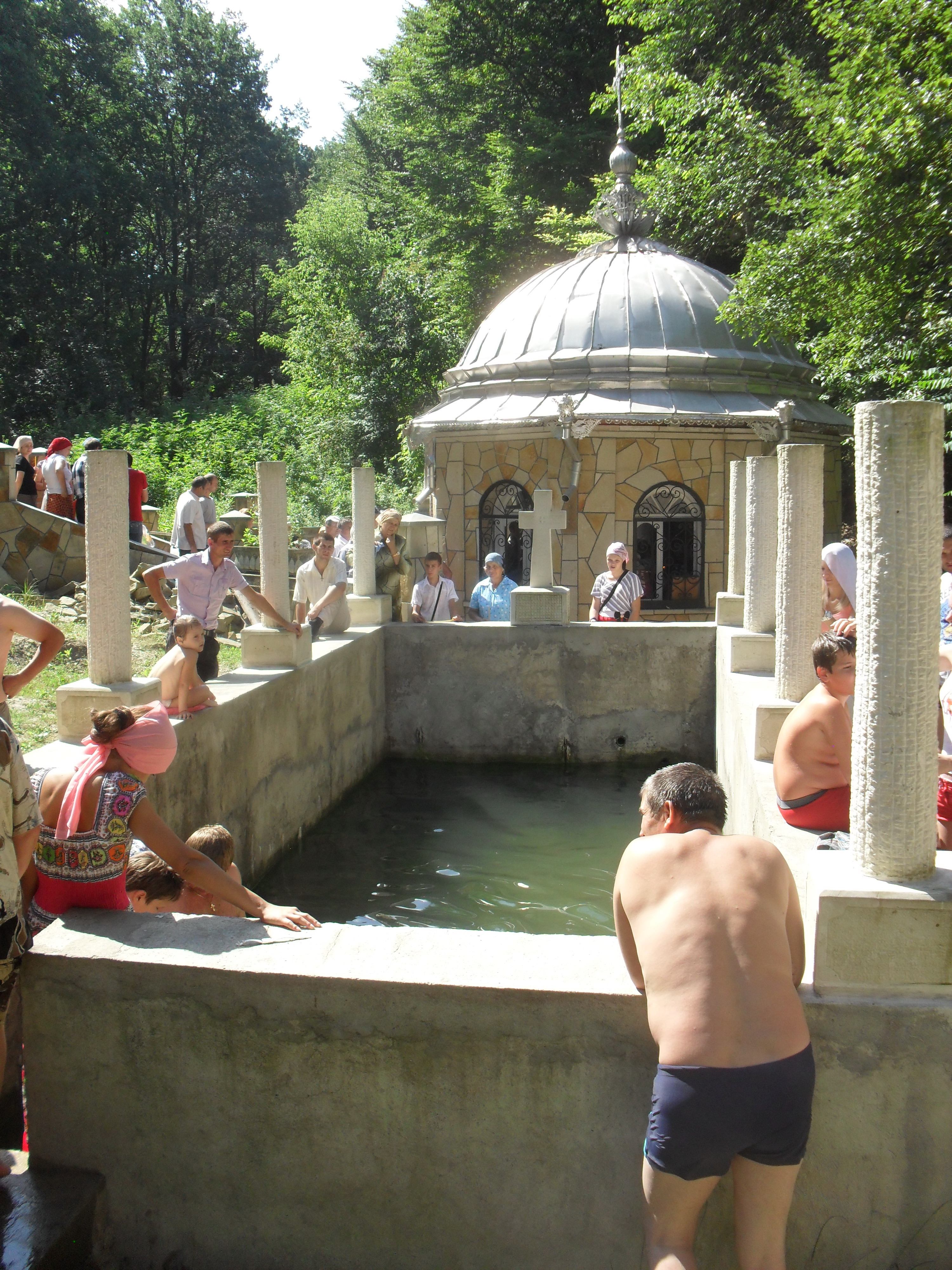
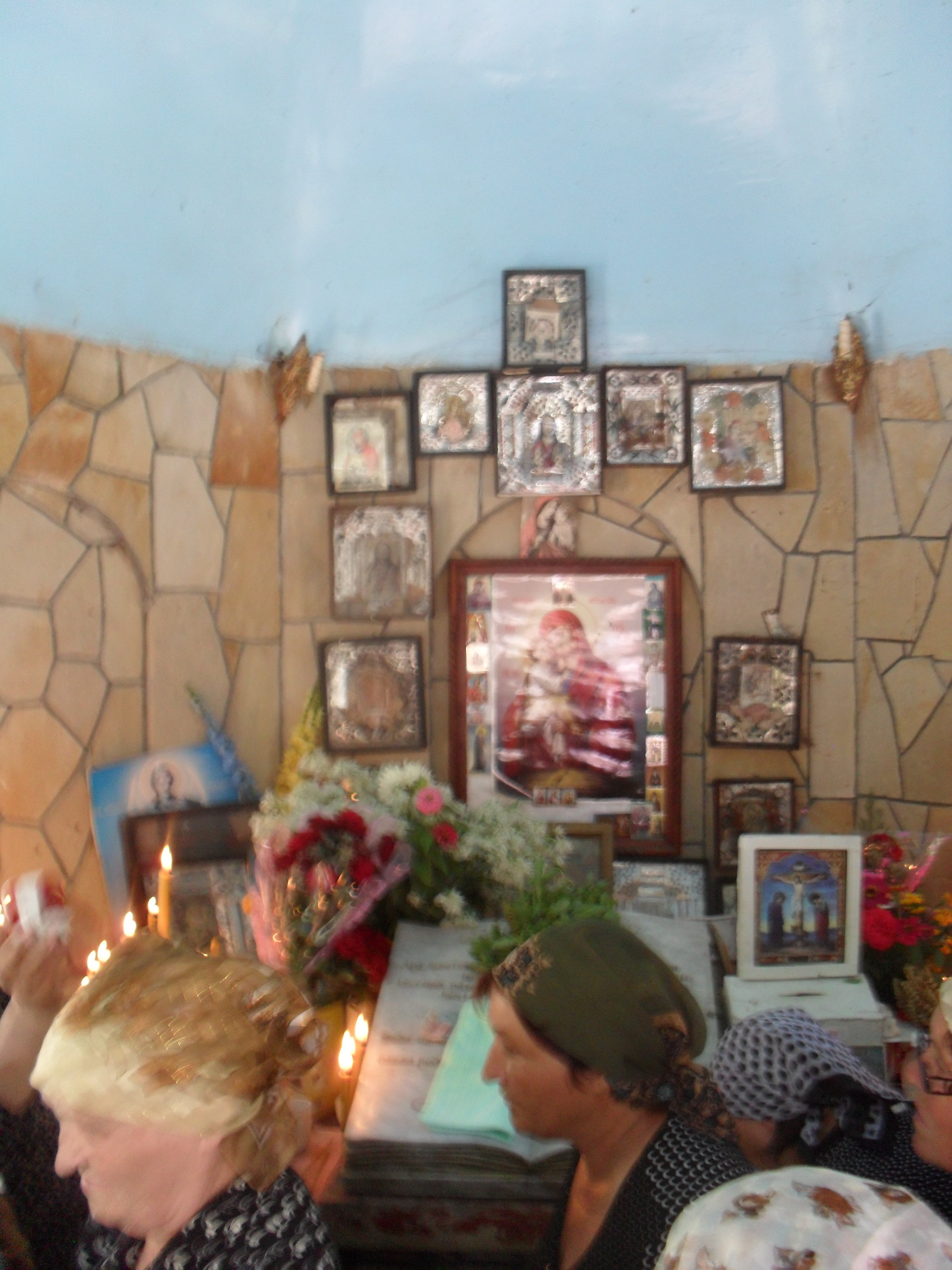

.